# Zagwiździe
Zagwiździe (dodatkowa nazwa w j. niem. Friedrichsthal) – wieś w Polsce, położona w województwie opolskim, w powiecie opolskim, w gminie Murów, nad rzeką Budkowiczanką, 29 km w kierunku północnym od Opola.

## Nazwa

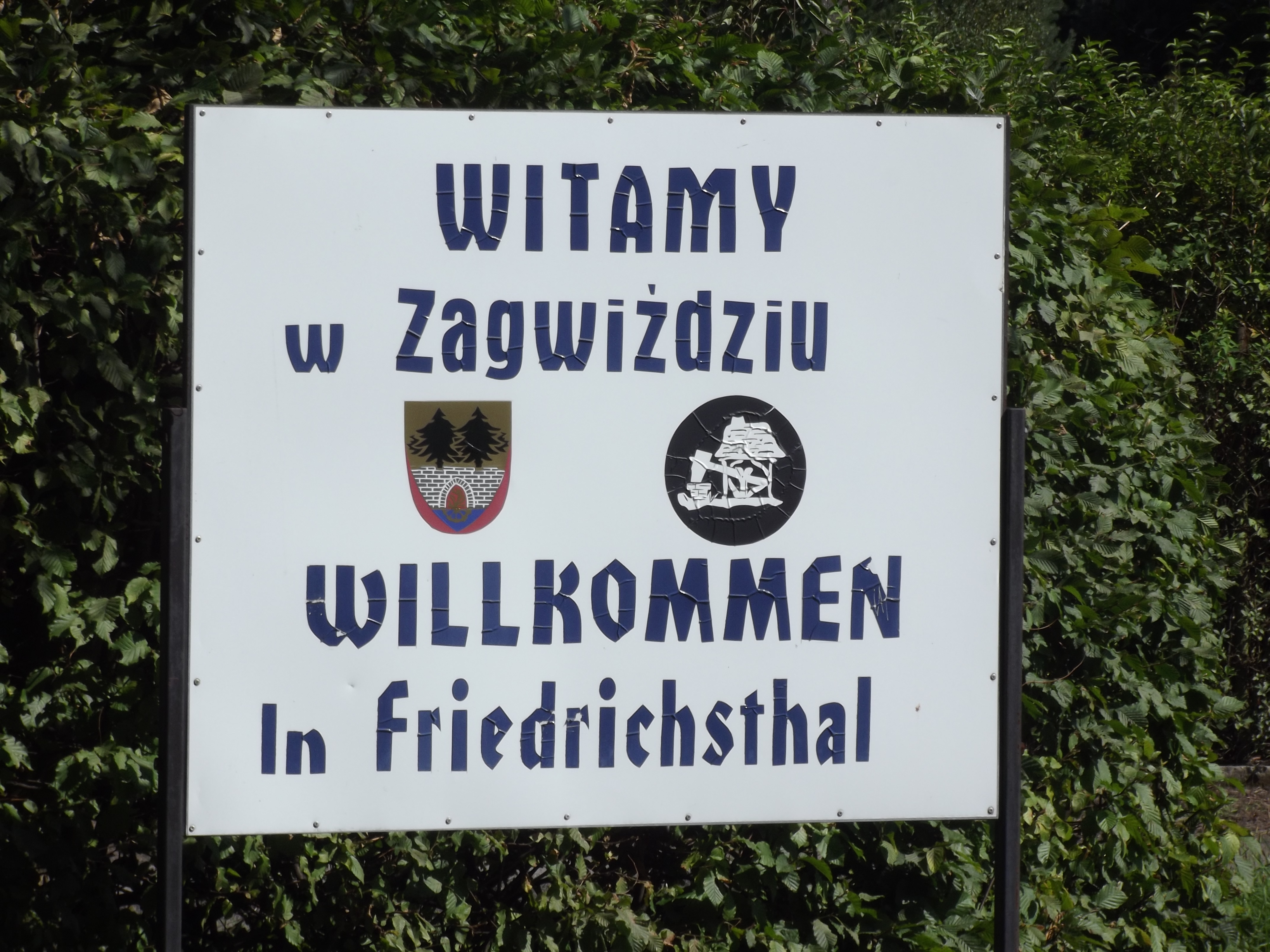
Dwujęzyczna tablica

Polską nazwę Zagwiździe w książce „Krótki rys jeografii Szląska dla nauki początkowej”, wydanej w Głogówku w 1847 roku wymienił śląski pisarz Józef Lompa. 12 listopada 1946 r. ustalono polską nazwę miejscowości – Zagwiździe.

## Administracja
Zagwiździe należy administracyjnie do gminy Murów, w powiecie opolskim, w województwie opolskim. Miejscowość stanowi samodzielne sołectwo; w wyborach do Rady gminy miejscowość tworzy okręg wyborczy (nr 9), posiadający 2 mandaty.
Wedle urzędowego podziału terytorialnego kraju, w obrębie Zagwiździa wyróżniona jest 1 część miejscowości – Wygnaniec.
W swojej historii Zagwiździe prawie zawsze było związane administracyjnie z Opolem: od 1815 r. do zakończenia II wojny światowej należało do powiatu opolskiego (niem. Landkreis Oppeln) w rejencji opolskiej (niem. Regierungsbezirk Oppeln), a od 1950 r., niezależnie od zmian podziału administracyjnego, należy do województwa opolskiego. W latach 1946–1950 miejscowość należała do województwa śląskiego, a w latach 1945–1954 była siedzibą gminy Zagwiździe.

## Historia

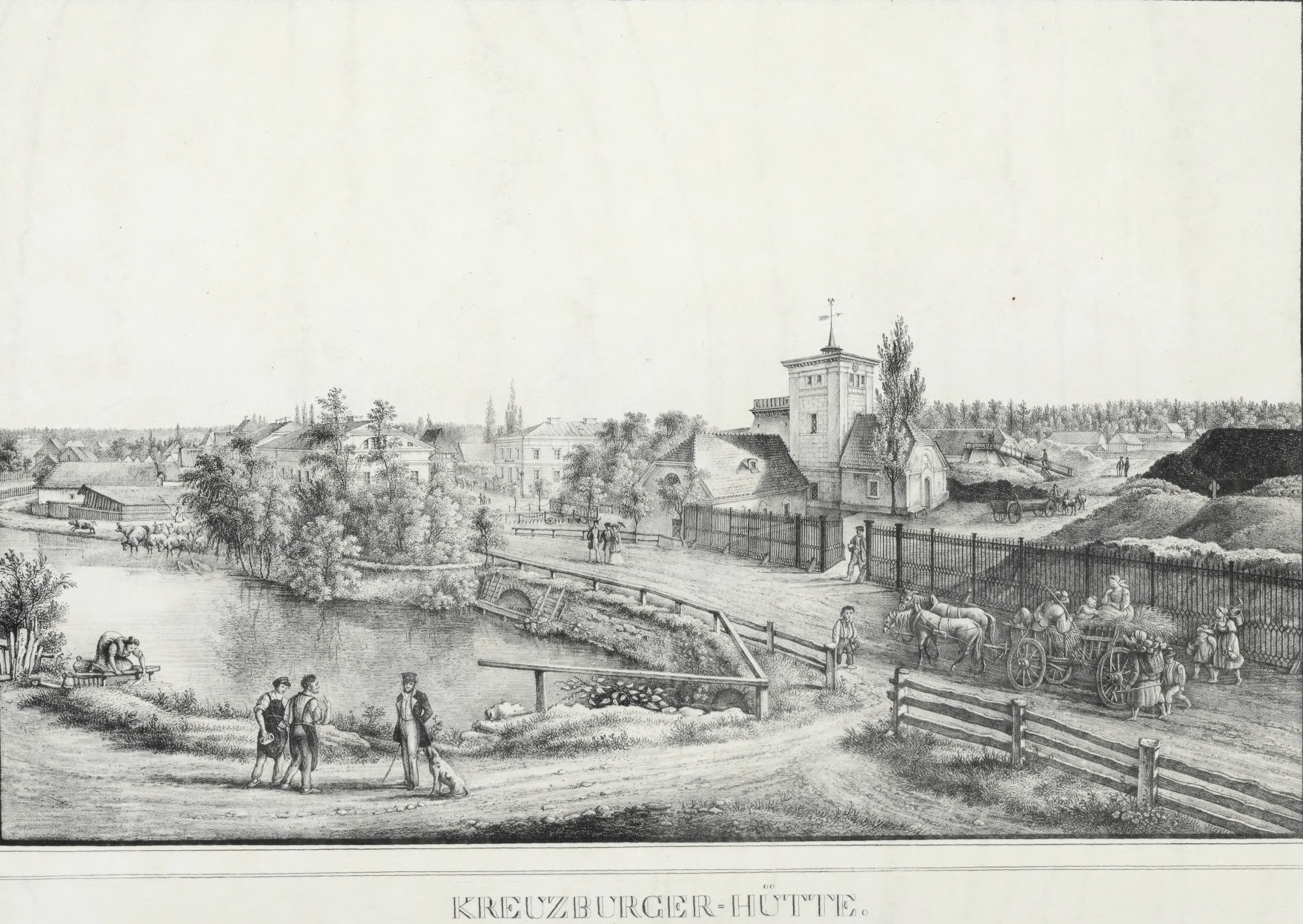
Litografia z XIX wieku, widok na staw i odlewnię żeliwa

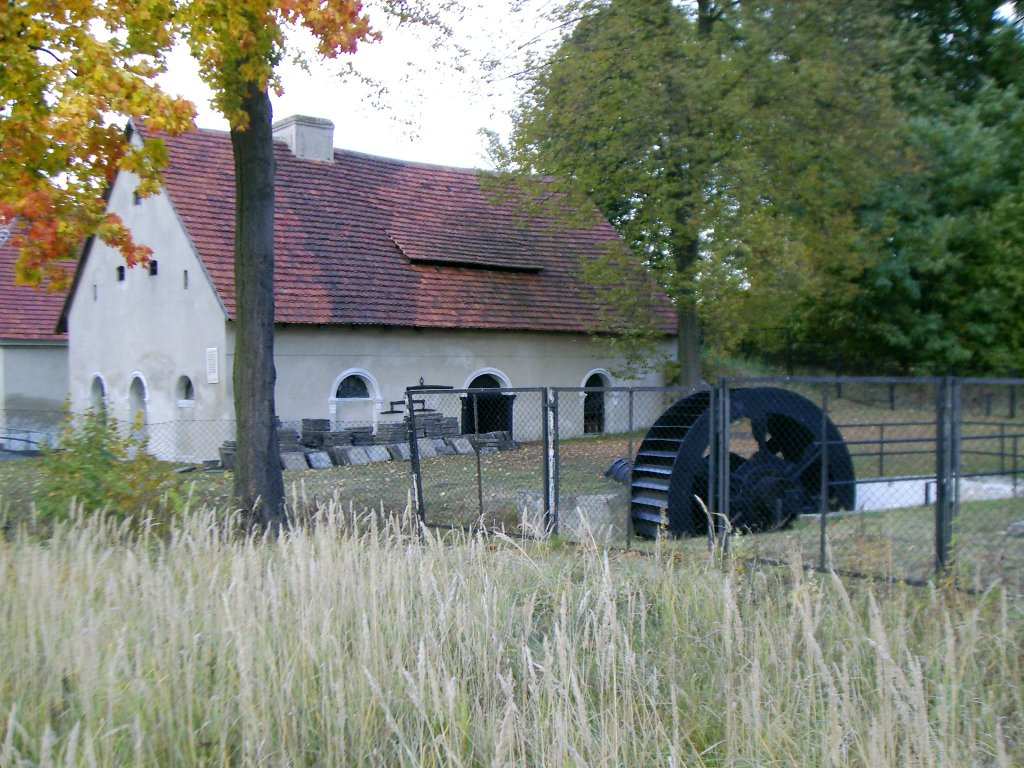
Zagwiździe – zabytkowa kuźnia i koło wodne poruszające młoty

Początki osadnictwa w miejscowości przypadają na połowę XVIII w. i związane były z Kuźnicami Kluczborskimi (niem. Kreuzburgerhütte). W 1784 r. w miejscowości znajdowały się szkoła z nauczycielem i pomocnikiem oraz młyn-wiatrak, a w 1793 r. odnotowano funkcjonowanie w Zagwiździu trzy piecy hutniczych do wytapiania żelaza i jeden pieca do wytapiania cynku. W 1860 r. zagwiździańska huta dostarczała 23 804 ctn. żelaza, 18 782 ctn. sztab żelaza, 529 ctn. wyrobów żelaznych i wyroby z cynku, zatrudniając 167 robotników.
Do głosowania podczas plebiscytu na Górnym Śląsku uprawnionych było w Zagwiździu 1158 osób, z czego 738, ok. 63,7%, stanowili mieszkańcy (w tym 716, ok. 61,8% całości, mieszkańcy urodzeni w miejscowości). Oddano 1137 głosów (ok. 98,2% uprawnionych), w tym 1137 (100%) ważnych; za Niemcami głosowało 926 osób (ok. 81,4%), a za Polską 211 osób (ok. 18,6%).
W miejscowości znajdują się m.in.: Regionalna Sala Muzealna i przyparafialny ogród botaniczny, w którym dominują różaneczniki (rododendrony). Można zagrać w grę terenową "Poznaj zabytki Zagwiździa" oraz popływać kajakiem rzeką Budkowiczanką.

## Zabytki
Na listę zabytków Narodowego Instytutu Dziedzictwa wpisane są:
- zespół kościoła parafialnego:
  - kościół rzymskokatolicki pw. Najświętszego Serca Pana Jezusa, wybudowany w latach 1920–1921, a 30 listopada 1924 r. powołano w miejscowości nową parafię, wydzieloną z parafii budkowickiej i brynickiej (Murów)[14]
  - kaplica poległych w I wojnie światowej, po 1920 roku
  - grobowiec, po 1920 roku
  - cmentarz kościelny
  - ogrodzenie, murowane, z bramami, z 1930 roku
- zespół huty żelaza, z XVIII wieku, XIX–XX wieku:
  - odlewnia
  - magazyn przy odlewni
  - młotownia
  - przycinarnia
  - urządzenia hydrotechniczne
- dom, nadleśnictwo, ul. Grabicka 3.

## Demografia
W 1755 r. Zagwiździe liczyło 24 rodziny, w tym 4 husyckie (czeskie), 2 saksońskie, 1 austriacką i 17 z okolicy. W 1784 r. w miejscowości mieszkało 25 rzemieślników, 48 kolonistów i 72 chałupników.
| Rok                | 1789 | 1819 | 1840 | 1890 | 1900 | 1910 | 1925 | 1933 | 1939 | 1946 | 1960 | 1965 | 2007 |
| Liczba mieszkańców | 520  | 769  | 1058 | 1381 | 1424 | 1047 | 1459 | 1405 | 1395 | 936  | 947  | 999  | 828  |

(Źródła: .)
W 1902 r. prenumerowano w Zagwiździu 4 egzemplarze „Posłańca Niedzielnego”.

## Osoby związane z Zagwiździem
- Krigar Johann Friedrich – urodzony 21 listopada 1774 r. w Zagwiździu, budowniczy pierwszego pruskiego parowozu.